# Retrospectiva (TV Globo)
Retrospectiva é um programa de televisão jornalístico brasileiro transmitido pela TV Globo, exibido na última sexta-feira do ano como parte especial do programa Globo Repórter. Foi ao ar pela primeira vez em 1967, mostrando os principais acontecimentos do ano.

## História
Até o final da década de 1970, a programação seguia uma sequência cronológica dos fatos. A Retrospectiva de 1975, dirigida por Marcos Margulies, dividiu-se em temas internacionais e nacionais, com destaque para o fim da Guerra do Vietnã, a guerra civil no Líbano e o acordo atômico entre Brasil e Alemanha Ocidental. Já a Retrospectiva de 1976 foi dividida em quatro blocos temáticos: a morte de Mao Tsé-Tung, conflitos africanos, eleições nos EUA e a situação da América Latina.

### Apresentação e produção
Em 2023 é apresentado por Sandra Annenberg. A edição de 2022 teve como cenário o Museu Nacional.